# Feins-en-Gâtinais
Feins-en-Gâtinais is een gemeente in het Franse departement Loiret (regio Centre-Val de Loire) en telt 50 inwoners (2009). De plaats maakt deel uit van het arrondissement Montargis.

## Geografie
De oppervlakte van Feins-en-Gâtinais bedraagt 11,8 km², de bevolkingsdichtheid is dus 4,2 inwoners per km².
De onderstaande kaart toont de ligging van Feins-en-Gâtinais met de belangrijkste infrastructuur en aangrenzende gemeenten.

## Demografie
Onderstaande figuur toont het verloop van het inwonertal (bron: INSEE-tellingen).